# 日本の民営化の一覧
日本の民営化の一覧（にほんのみんえいかのいちらん）では、日本において民営化（商法会社化）された公企業の一覧を示す。

## 国有企業

### 明治政府
鉱業・鉄鋼業
- 官営八幡製鉄所 → 日本製鐵株式會社 →新日本製鐵 →新日鐵住金→日本製鉄
- 官営釜石製鉄所 → 釜石鉱山田中製鉄所  → 新日鐵住金釜石製鐵所→ 日本製鉄釜石製鉄所→日本製鉄東日本製鉄所釜石地区
- 官営小坂鉱山 → 藤田組 → DOWAホールディングス
- 官営三池炭鉱 → 三井財閥
- 官営長崎製鉄所 → 三菱財閥
- 官営高島炭鉱、佐渡金山、生野銀山 → 三菱財閥
- 官営院内銀山、阿仁鉱山 → 古河財閥
- 官営深川セメント製造所 → 浅野セメント → 日本セメント → 太平洋セメント
- 官営幌内炭鉱　→ 北海道炭礦鉄道会社(三井財閥系)
- 官営品川硝子製造所 → 有限責任品川硝子会社（1885年）→ 1892年に清算[1]

紡績業
- 官営富岡製糸場 → 三井財閥 → 原合名会社（原富太郎） → 片倉工業
- 官営愛知紡績所 → 株式会社日本高分子　→日清紡ホールディングス
- 官営千住製絨所 → 大和毛織株式会社

造船業・運送業
- 工部省長崎造船所 → 三菱合資会社三菱造船所（1893年）
- 工部省兵庫造船所 → 川崎正蔵（1886年）→ 川崎重工
- 日本国郵便蒸気船会社 →　郵便汽船三菱会社（1875年）→日本郵船（1885年）→株式会社に転換（1893年）
- 共同運輸会社(1882年) → 日本郵船（1885年）と合併

その他
- 宮内省平野鉱泉御料工場 → 三菱財閥(三ツ矢サイダー) → 帝国鉱泉 → 日本麦酒鑛泉（根津財閥） → 大日本麦酒 → アサヒ飲料
- 開拓使札幌製粉場（1873年）→札幌製粉株式会社（1902年）→日本製粉株式会社に合併（1920年）
- 官営製粉所（1879年）[注 1]→泰靖社に譲渡され有限責任日本製粉会社に改称（1886年）→東京製粉合資会社に改組(1893年)→日本製粉株式会社（1896年）
- 開拓使札幌麦酒醸造所 → 札幌麦酒株式会社(1886年) → 大日本麦酒株式会社 → 日本麦酒株式会社[注 2]
- 大日本製薬会社（1886年）[注 3]→ 大阪製薬に吸収合併、社名は大日本製薬株式会社に変更（1899年）→ 大日本住友製薬株式会社(2005年)[注 4]
- 内務省勧業寮農務課（1874年）→三田農具製作所として分離（1879年） → 民営化（1888年）→ 三田機械製作所と改称（1889年）→ 東京機械製造株式会社と改称（1893年）→東京機械製作所と改称（1916年）

### GHQと集中排除(1945-1952)
- 営団など
- 株式会社帝国ホテル[注 5] → 宮内省・財閥保有株接収・放出
- 大井川鐵道株式会社[注 5] → 宮内省保有株接収・放出
- 箱根温泉供給株式会社[注 5] → 制限会社指定、宮内省・財閥保有株の接収・放出
- 学習院 → 廃止、私立学校へ(1947年)
- 協調会 → 廃止、学校法人中央労働学園を設立（1946年）
- 国際電気通信株式会社 → 電気興業株式会社 (1948年)[注 6]
- 日本発送電株式会社 → 電力9社(1951年)
- 帝国燃料興業株式会社 → 清算 (1949年)
- 帝国石油株式会社 → 根拠法廃止(1950年) → 国際石油開発帝石株式会社（現・INPEX株式会社）
- 日本通運株式会社 → 根拠法廃止(1950年)[2]
- 帝国鉱業開発株式会社 → 新鉱業開発株式会社
- 第一軍需工廠[注 7] → 富士産業株式会社（1945年8月16日）→ 12社に解体（現SUBARU他）
- 第二軍需工廠[注 8] → 明和興業 → 明和自動車工業と新明和興業(現・新明和工業)に分割

接収された国策会社
- 南満洲鉄道 → 中国・ソ連に接収
- 満洲拓殖公社
- 満洲電信電話株式会社
- 東洋拓殖株式會社
- 台湾拓殖株式会社  → 中国国民党に接収
- 朝鮮鉄道株式会社
- 台湾製糖[注 9] → 外地部分は中国国民党に接収され台湾糖業公司となる。内地部分は新日本興業株式会社に承継（1946年7月） → 大東殖産株式会社と改称（同年10月） → 台糖株式会社と改称（1950年） → 新三井製糖株式会社と合併し三井製糖株式会社（現・DM三井製糖ホールディングス株式会社）となる。（2005年）

GHQ命令にて閉鎖
- 樺太開発株式会社
- 北支那開発株式会社
- 南洋拓殖株式会社
- 南洋興発株式会社[注 10]
- 中支那振興株式会社
- 大日本航空株式会社 → 空港施設管理のみ第二会社として新設された三路興業株式会社に継承（1947年）→国際航業株式会社と改称（1954年）
- 東亜海運株式会社 → 1947年から清算開始、1957年に新旧分離による第二会社として同名企業が設立 → 第二会社の東亜海運株式会社が東京湾フェリー株式会社と改称（1962年）

### 戦後
- 財団法人日本交通公社 → 株式会社日本交通公社（現・株式会社JTB）に分離(1963年)
- 日本合成ゴム株式会社 → 根拠法廃止(1969年) → JSR株式会社
- 田口鉄道株式会社[注 5] → 豊橋鉄道と合併し豊橋鉄道田口線となる。（1956年）[注 11]
- 扶桑興業株式会社[注 12] →  東証2部上場（1961年）→ 本体は大京に吸収合併、機械式立体駐車装置事業部門はIHI扶桑エンジニアリングに分離（2009年）
- ホテル・テート[注 13] → 株式会社パレスホテル（1960年）
- 天塩炭砿鉄道 [注 5] → 第二会社てんてつバス設立の上で新旧分離（1967年）
- 留萠鉄道[注 5] → 会社更生法適用。子会社であった三和興業（現・株式会社NICHIJO）を第二会社として新旧分離（1969年） → 三和興業を川崎重工業に譲渡、旧会社の留萠鉄道清算開始（1970年）[注 14]

### 中曽根内閣(1982-1987)
- 日本電信電話公社 → NTTグループ (1985年)
- 日本専売公社 → 日本たばこ産業株式会社 愛称「JT」(1985年） → 塩事業を塩事業センターに分離
- 日本硫安輸出株式会社 → 根拠法廃止(1984年)
- 日本自動車ターミナル株式会社 → 根拠法廃止(1985年)
- 東北開発株式会社 → 根拠法廃止(1986年) → 三菱マテリアル株式会社に合併
- 農林中央金庫 → 根拠法廃止（1986年）
- 日本国有鉄道（国鉄）→ JRグループと日本国有鉄道清算事業団と新幹線鉄道保有機構 (1987年)
- 日本航空 → 根拠法廃止(1987年)、完全政府放出  → 日本航空インターナショナル → 日本航空
- 日本航空機製造株式会社 → 解散(1983年)、根拠法廃止(1988年)
- 沖縄電力株式会社 → 根拠法廃止(1988年)

### 橋本内閣 (1996-1998)
- 国際電信電話株式会社（KDD）→ 根拠法廃止(1998年) → KDDI株式会社

### 小泉内閣(2001-2006)
商法会社化
- 日本郵政公社 → 日本郵政グループ （郵政民営化関連法、2007年）
- 道路関係四公団[注 15] → 高速道路株式会社（高速道路株式会社法、2005年）
- 電源開発株式会社[注 16] - 電源開発促進法の廃止（電発法、2003年）
- 帝都高速度交通営団(営団地下鉄) → 東京地下鉄株式会社（東京メトロ）（2004年）
- 新東京国際空港公団 → 成田国際空港株式会社（2004年）
- 日本アルコール産業 → 新エネルギー総合開発機構（NEDO）アルコール事業本部（1982年） → 日本アルコール産業（2006年[注 17]）

完全民営化
- 士別軌道株式会社 - 2001年9月に林野庁が保有していた株を売却。
- 電源開発株式会社 - 2004年10月に完全民営化。
- 東日本旅客鉄道株式会社（JR東日本） - 2002年に完全民営化。
- 西日本旅客鉄道株式会社（JR西日本） - 2004年に完全民営化。
- 東海旅客鉄道株式会社（JR東海） - 2006年に完全民営化。
- 株式会社日本興業銀行 - 2002年にみずほフィナンシャルグループに合併。

### 第3次安倍内閣(2016)
完全民営化
- 九州旅客鉄道株式会社（JR九州） - 2016年に完全民営化。2016年10月25日の東京証券取引所への上場により、鉄道建設・運輸施設整備支援機構の保有株式がすべて売却された。

## 地方自治体
地方自治体・地方自治体外郭団体・地方公営企業による運営から民営化への移行。※既存企業への譲渡は含まない。

### 戦前
- パピール・ファブリック[注 18] → 磯野小右衛門に払い下げ（1880年） → 梅津製紙会社（1906年） → 富士製紙（1924年） →王子製紙（1933年）[注 19]
- 東京府瓦斯局 → 東京瓦斯株式会社(1885年)

### 戦中
- 富山市電軌課富山市営軌道 → 陸上交通事業調整法に基づき新たに発足した半官半民組織の富山地方鉄道に参加。
- 富山県営鉄道 → 富山地方鉄道発足に参加。

### 戦後
- 公営バス管理所（1947年） → 沖縄バス株式会社（1950年）
- 首里市営バス（1935年） → 株式会社首里バス（1951年） → 那覇交通株式会社と合併（1974年） → 那覇バス株式会社に改組（2004年）
- 藻琴線運行組合 → 東藻琴交通株式会社（1950年）[注 20] → 完全民営化の為、網走交通株式会社に改組（1959年） → バス部門を網走交通バス株式会社（現網走観光交通）に分離（2002年）
- 山梨シルクセンター → 株式会社に転換（1960年） → サンリオに社名変更（1973年）
- 倉敷市交通局 → 水島臨海鉄道（1970年）[注 21]
- 西海町営船 → 瀬川汽船（1972年）
- 一部事務組合公営尾道向島渡船事業組合 → 尾道渡船株式会社（1984年）
- 株式会社岡山臨港 → 岡山県・岡山市の全株がクラレ・同和鉱業・大建工業に譲渡。（2004年）
- 中島町営汽船・バス → 中島汽船（2004年）
- 長野県企業局 → 長野都市ガス（2005年）[注 22]
- 尾道市交通局 → おのみちバス（2008年）
- 岩国市交通局 → いわくにバス（2015年）
- 熊本市交通局 → 熊本都市バス（2015年）[注 23]
- 新銀行東京[注 24] → 東京TYフィナンシャルグループに譲渡（2016年） → 八千代銀行に吸収合併されきらぼし銀行となる（2018年）
- 大阪市交通局（大阪市営地下鉄・大阪市営バス）→ 大阪市高速電気軌道(Osaka Metro)・大阪シティバス （2018年）
- 福井市企業局 → 福井都市ガス（2020年）[注 25]